# Eremobelba mahunkai
Eremobelba mahunkai är en kvalsterart som beskrevs av Balogh 1968. Eremobelba mahunkai ingår i släktet Eremobelba och familjen Eremobelbidae. Inga underarter finns listade i Catalogue of Life.